# بکری طراب
بکری طراب (عربی: بكري طراب؛ زادهٔ ۲۰ ژانویهٔ ۱۹۸۵) بازیکن فوتبال اهل سوریه است.
از باشگاه‌هایی که در آن بازی کرده‌است می‌توان به باشگاه ورزشی الکرخ، باشگاه فوتبال نجف، باشگاه فوتبال الاتحاد (سوریه)، باشگاه ورزشی الشرطه (سوریه)، و باشگاه ورزشی طلیعه اشاره کرد.
وی همچنین در تیم ملی فوتبال سوریه بازی کرده‌است.